# دی‌کلروایزوسیانوریک اسید
دی‌کلروایزوسیانوریک اسید (به انگلیسی: Dichloroisocyanuric acid) با فرمول شیمیایی C۳HCl۲N۳O۳ یک ترکیب شیمیایی با شناسه پاب‌کم ۱۶۷۲۶ است. که جرم مولی آن ۱۹۷٫۹۶ g/mol می‌باشد. 